# Peter Collins
Peter John Collins va ser un pilot de curses automobilístiques anglès que va arribar a disputar curses de Fórmula 1.
Peter Collins va néixer el 6 de novembre del 1931 a Kidderminster, Worcestershire, Anglaterra i va morir el 3 d'agost del 1958 disputant una cursa al circuit de Nürburgring, Alemanya.

## A la F1
Va debutar a la tercera temporada de la història del campionat del món de la Fórmula 1, la corresponent a l'any 1952, disputant el 18 de maig el GP de Suïssa, que era la prova inaugural de la temporada.
Peter Collins va participar en trenta-cinc curses (amb 3 victòries i 8 podis) puntuables pel campionat de la F1, repartides en set temporades, les que van entre 1952 i 1958.

## Resultats a la Fórmula 1
| Any  | Equip                     | Xassís           | Motor    | 1       | 2       | 3         | 4       | 5       | 6       | 7       | 8        | 9   | 10  | 11  | Posició | Punts |
| ---- | ------------------------- | ---------------- | -------- | ------- | ------- | --------- | ------- | ------- | ------- | ------- | -------- | --- | --- | --- | ------- | ----- |
| 1952 | HW Motors Ltd             | HWM              | Alta     | SUI Ret | 500     | BEL Ret   | FRA 6   | GBR Ret | ALE     | HOL DNQ | ITA      |     |     |     | -       | 0     |
| 1953 | HW Motors Ltd             | HWM              | Alta     | ARG     | 500     | HOL 8     | BEL Ret | FRA 13  | GBR Ret | ALE     | SUI      | ITA |     |     | -       | 0     |
| 1954 | G A Vandervell            | Vanwall Special  | Vanwall  | ARG     | 500     | BEL       | FRA     | GBR Ret | ALE     | SUI     | ITA 7    | ESP |     |     | -       | 0     |
| 1955 | Owen Racing Organisation  | Maserati         | Maserati | ARG     | MON     | 500       | BEL     | HOL     | GBR Ret |         |          |     |     |     | -       | 0     |
| 1955 | Officine Alfieri Maserati | Maserati         | Maserati |         |         |           |         |         |         | ITA Ret |          |     |     |     | -       | 0     |
| 1956 | Scuderia Ferrari          | Ferrari          | Ferrari  | ARG Ret |         |           |         |         |         |         |          |     |     |     | 3r      | 25    |
| 1956 | Scuderia Ferrari          | Lancia - Ferrari | Ferrari  |         | MON 2*  | 500       | BEL 1   | FRA 1   | GBR 2*  | ALE Ret | ITA 2*   |     |     |     | 3r      | 25    |
| 1957 | Scuderia Ferrari          | Lancia - Ferrari | Ferrari  | ARG 6*  |         |           |         |         |         |         |          |     |     |     | 9è      | 8     |
| 1957 | Scuderia Ferrari          | Ferrari          | Ferrari  |         | MON Ret | 500       | FRA 3   | GBR 4*  | ALE 3   | PES     | ITA Ret  |     |     |     | 9è      | 8     |
| 1958 | Scuderia Ferrari          | Ferrari          | Ferrari  | ARG Ret | MON 3   | HOL’’ Ret | 500     | BEL Ret | FRA 5   | GBR 1   | ALE MORT | POR | ITA | MAR | 6è      | 14    |

(*) Cotxe compartit.

### Resum
| Curses: | Victòries: | Pòdiums: | Poles: | Voltes ràpides: | Punts: |
| ------- | ---------- | -------- | ------ | --------------- | ------ |
| 35      | 3          | 8        | 0      | 0               | 47     |